# Thừa phát lại
Thừa phát lại hay chấp thế lại, là người có các tiêu chuẩn, được Nhà nước bổ nhiệm và trao quyền để làm các công việc về thi hành án dân sự, tống đạt giấy tờ, lập vi bằng và các công việc khác theo quy định.
Văn phòng Thừa phát lại là tổ chức hành nghề của Thừa phát lại. Tên gọi văn phòng Thừa phát lại bao gồm cụm từ "Văn phòng Thừa phát lại" và phần tên riêng liền sau. Người đứng đầu Văn phòng Thừa phát lại là Thừa phát lại và là người đại diện theo pháp luật của văn phòng Thừa phát lại.
Hoạt động của thừa phát lại là một hoạt động trong thi hành án dân sự được thí điểm tại TP.HCM vào năm 2009 và được nhân rộng ra các tỉnh, thành phố trực thuộc Trung ương từ cuối năm 2013.
Hiện tại, Thừa phát lại không còn hoạt động thí điểm nữa mà chuyển sang hoạt động  trên phạm vi cả nước theo quy định tại Nghị định 08/2020/NĐ-CP  của Chính phủ.

## Điều kiện hành nghề
Quy định về tiêu chuẩn, điều kiện hành nghề Thừa phát lại tùy từng nước có khác nhau. Ở Việt Nam, theo quy định của pháp luật thì người có đủ sáu điều kiện sau đây được làm thừa phát lại:
- Là công dân Việt Nam, có sức khỏe, có phẩm chất đạo đức tốt
- Không có tiền án
- Có bằng cử nhân luật
- Đã công tác trong ngành pháp luật trên 05 năm hoặc từng là thẩm phán, kiểm sát viên, luật sư, chấp hành viên, công chứng viên, điều tra viên từ trung cấp trở lên
- Có chứng chỉ hoàn thành lớp tập huấn về nghề thừa phát lại hoặc lớp đào tạo nghề thừa phát lại do Học viện tư pháp tổ chức và được Bộ Tư pháp cấp chứng chỉ hành nghề. Thừa phát lại phải tham gia bồi dưỡng nghiệp vụ tối thiểu 16 giờ/năm[4].
- Không kiêm nhiệm hành nghề công chứng, luật sư và những công việc khác theo quy định của pháp luật.

Ngày 01 tháng 11 năm 2022, Bộ Tư pháp ban hành Thông tư 08/2022/TT-BTP về Quy tắc đạo đức nghề nghiệp Thừa phát lại.

## Công việc
Thừa phát lại chỉ được làm một số công việc như sau (được quy định tại Điều 3 Nghị định 08/2020/NĐ-CP):
- Tống đạt các văn bản, giấy tờ theo yêu cầu của Tòa án, cơ quan thi hành án dân sự.
- Lập vi bằng ghi nhận sự kiện, hành vi được dùng làm chứng cứ trong xét xử hay các quan hệ pháp lý khác theo yêu cầu của cá nhân, cơ quan, tổ chức.
- Xác minh điều kiện thi hành án theo yêu cầu của đương sự.
- Trực tiếp tổ chức thi hành án các bản án, quyết định của Tòa án theo yêu cầu của đương sự. Thừa phát lại không tổ chức thi hành án các bản án, quyết định thuộc diện Thủ trưởng Cơ quan thi hành án dân sự chủ động ra quyết định thi hành án.